# Strumenti musicali africani
In Africa la musica tradizionale (ma non solo) è caratterizzata dall'utilizzo di particolari strumenti musicali, spesso prodotti con materiali naturali come zucche, corna, pelli, conchiglie anche se attualmente è in uso una vasta tipologia di materiali artificiali, perlopiù in alluminio o in metallo come lattine, stringhe, tappi di bottiglia, bidoni.
Oltre agli strumenti in senso proprio, una serie di oggetti, che pur non essendo classificabili come strumenti, vengono di fatto suonati e definiti da queste stesse popolazioni come "strumenti ritmici", come sonagli, pendagli, fischietti, bracciali, conchiglie. Larghissimo uso hanno infine le campane, di diverse dimensioni e materiali.

## Strumenti della tradizione africana
- Agogô
- Balafon
- Bongo
- Chiquitsi
- Djembe
- Hosho
- Kalimba
- Kayamba
- Kora
- M'bira
- Nyatiti
- Orutu
- Sintir
- Shekere
- Tamburo parlante
- Valiha